# Naturschutzgebiete in Bhutan

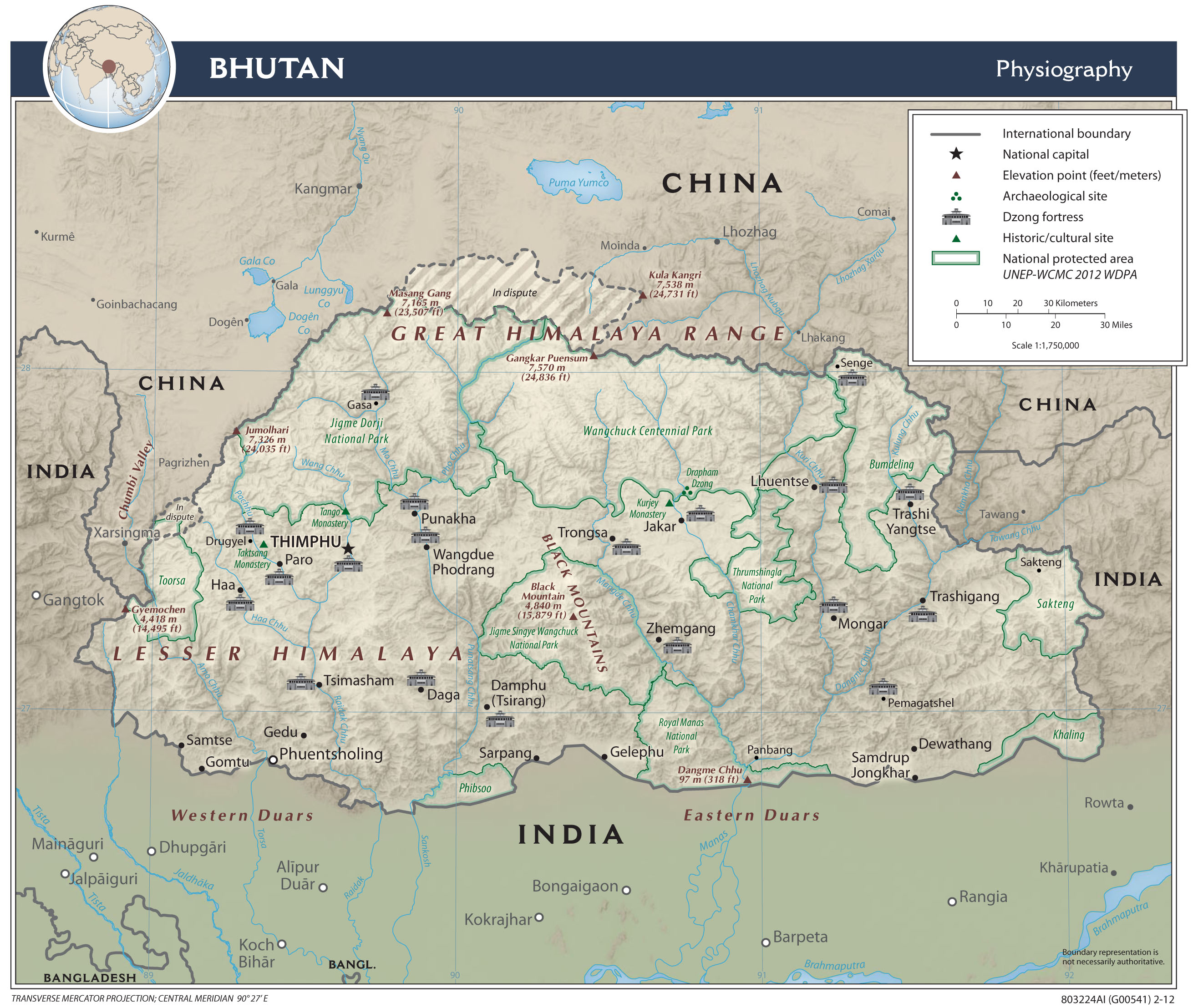
Lage der wichtigsten Naturschutzgebiete innerhalb Bhutans

In Bhutan gibt es (Stand Mai 2025) fünf Nationalparks und 18 weitere Naturschutzgebiete. Der Schutz der Natur liegt unter Aufsicht des Department of Forests and Park Services des Landwirtschaftsministeriums. Der Umwelt- und Naturschutz gilt als einer der Eckpfeiler des Bruttonationalglücks. Naturschutzgebiete nehmen 48 Prozent der Landesfläche des Königreichs ein.

## Nationalparks

### Jigme-Dorji-Nationalpark

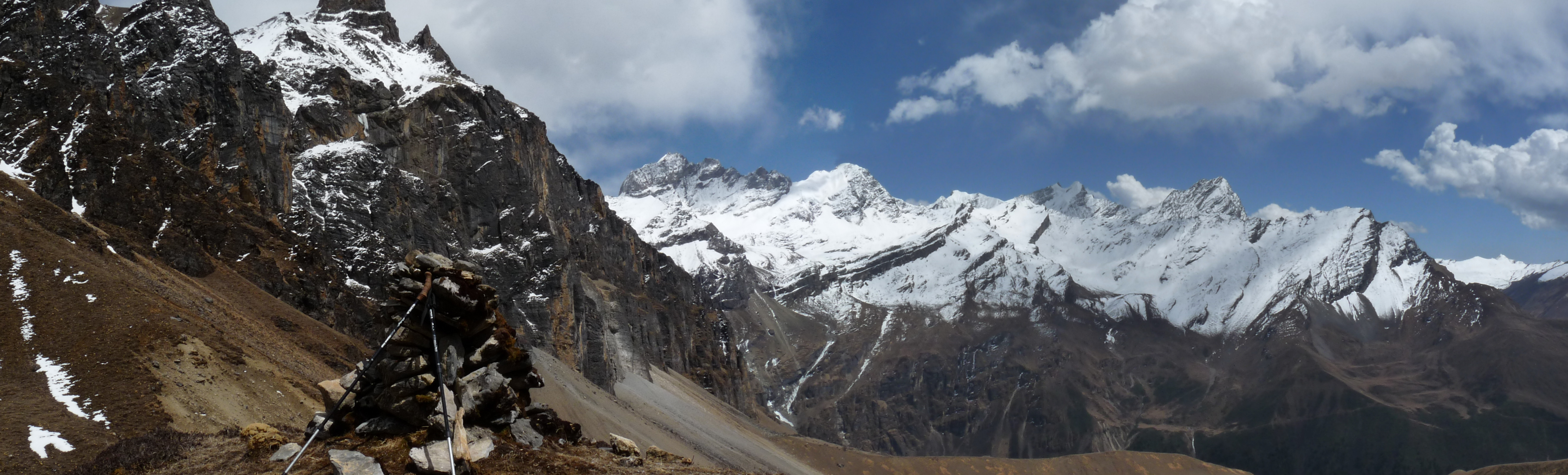
Panorama im Jigme-Dorji-Nationalpark

Mit über 4316 km² ist der Jigme-Dorji-Nationalpark das zweitgrößte Schutzgebiet in Bhutan. Es ist eines der artenreichsten Gebiete des östlichen Himalayas und erstreckt sich vom Laubwald bis zu den ewigen Eisfeldern und Gletschern an der Nordwestgrenze Bhutans.

### Jigme-Singye-Wangchuck-Nationalpark
Mit einer Fläche von 1730 km² ist der in der Landesmitte gelegene Jigme-Singye-Wangchuck-Nationalpark der drittgrößte Bhutans. Die verschiedenen Lebensräume reichen von eisbedeckten Berggipfeln bis zu Nadel- und Laubwäldern.

### Royal-Manas-Nationalpark
Der Royal-Manas-Nationalpark gilt als das Kronjuwel Bhutans und ist ein früheres königliches Jagdgebiet. Dieser bildet mit 1057 km² das größte tropische und subtropische Ökosystem des Landes. Mit tausenden von Tier- und Pflanzenarten, von denen viele weltweit als bedroht gelten. Es ist nicht nur das Schutzgebiet mit der höchsten Artenvielfalt Bhutans, sondern auch einer der global außergewöhnlichsten Orte. In Südzentral-Bhutan gelegen reicht dessen Südgrenze an das UNESCO-Weltnaturerbe Indiens, dem Manas-Nationalpark. Im Norden grenzt er an den Jigme-Singye-Wangchuck-Nationalpark. 1966 wurde Royal Manas als Wildlife Sanctuary ausgewiesen und ist damit das älteste Naturschutzgebiet Bhutans. 1993 wurde das Gebiet zum Nationalpark erklärt. Von Mai bis September bringt der Monsun bis zu 5000 mm Regen. Im Winter fällt dieser nur in geringfügigen Mengen. Von November bis Februar ist das Klima sehr angenehm. Das Gebiet ist außergewöhnlich artenreich, einschließlich Königstiger, Asiatischem Elefant, Wasserbüffel, Panzernashorn, Nebelparder, Kragenbär, Goldlangur, Gangesdelfin und Vorderindischem Schuppentier. Mehr als 426 Vogelarten sind hier bereits offiziell gesichtet worden. Man geht aber davon aus, dass weitere 200 Vogelarten sich im Park aufhalten. Hier leben unter anderem auch die weltweit bedrohten Arten wie Nepalhornvogel, Bindenseeadler, die zweitgrößte Reiherart, der Kaiserreiher, Fleckenbrust-Zwergtimalie, Bergrötel und Prachtkuckuck. Viele der im Park vorkommenden über 900 Pflanzenarten haben kommerzielle, medizinische, traditionelle oder religiöse Bedeutung.

### Phrumsengla-Nationalpark
Der in der Landesmitte von Bhutan gelegene, 905 km² große und im Juli 1998 eröffnete Phrumsengla-Nationalpark (selten auch Thrumshingla) ist einer der jüngsten Nationalparks in Bhutan. Unberührte Wälder reichen von alpinen Höhen bis hinab zu subtropischen Laubwälder. Seltene Pflanzen bilden zusammen mit Schneeleopard, Königstiger und Rotem Panda einen weltweit einzigartigen und wichtigen Lebensraum. Die Höhenlagen reichen von 1000 bis über 4000 m, mit Temperaturen zwischen −21 °C bis 28 °C hat der Park eine der größten Klimaunterschiede der Welt aufzuweisen. Aufsehen erregte der Park im Jahr 2000, als der WWF mit einer Fotofalle einen Tiger auf 3000 Metern Höhe fotografierte. Dies war das erste Mal, dass ein Foto von dieser Spezies in dieser Höhe gelang. Daneben machen 341 verschiedene Vogelarten das Gebiet zu einem Paradies für jeden Vogelbeobachter. Bekannt ist der Park auch durch seine atemberaubenden Bergszenerien, die jährlich zahlreiche Touristen und Wanderer anziehen. Diese helfen den Nationalpark und die Gemeinden im Park aufrechtzuerhalten.

### Wangchuck-Centennial-Park
Der Wangchuck-Centennial-Nationalpark ist mit 4921 km² der größte Nationalpark des Landes. Er wurde 2008 als jüngster Nationalpark eingerichtet.

## Andere Schutzgebiete
- Torsa Strict Nature Reserve, 609 km²
- Wildschutzgebiet Bumdeling, 1521 km², steht auf der Tentativliste als Welterbe in Bhutan
- Wildschutzgebiet Jomotshangkha, 362 km²
- Wildschutzgebiet Phipsoo, 609 km²
- Wildschutzgebiet Sakteng, 741 km², steht auf der Tentativliste als Welterbe in Bhutan
- Biologischer Korridor 1, 149 km²
- Biologischer Korridor 2, 275 km²
- Biologischer Korridor 3, 376 km²
- Biologischer Korridor 4, 501 km²
- Biologischer Korridor 5, 212 km²
- Biologischer Korridor 6, 160 km²
- Biologischer Korridor 7, 79 km²
- Biologischer Korridor 8, 720 km²
- Ramsar-Gebiete (Liste)
  - Gangtey-Phobji, 9,7 km²
  - Bumdeling, 1,42 km²
  - Khotokha, 1,14 km²